# Phlebotomus syriacus
Phlebotomus syriacus är en tvåvingeart som beskrevs av Saul Adler och Oskar Theodor 1931. Phlebotomus syriacus ingår i släktet Phlebotomus och familjen fjärilsmyggor. Inga underarter finns listade i Catalogue of Life.